# Oussama Souaidy
Oussama Souaidy (25 de agosto de 1981) é um ex-futebolista profissional franco-marroquino que atuava como meia.

## Carreira
Oussama Souaidy representou a Seleção Marroquina de Futebol nas Olimpíadas de 2004.